# Jiabi
Jiabi (kinesiska: 夹壁乡, 夹壁) är en socken i Kina. Den ligger i provinsen Sichuan, i den sydvästra delen av landet, omkring 160 kilometer nordväst om provinshuvudstaden Chengdu. Antalet invånare är 1 055. Befolkningen består av 508 kvinnor och 547 män. Barn under 15 år utgör 12,0 %, vuxna 15-64 år 75 %, och äldre över 65 år 12,0 %.
Genomsnittlig årsnederbörd är 1 061 millimeter. Den regnigaste månaden är juni, med i genomsnitt 204 mm nederbörd, och den torraste är december, med 6 mm nederbörd.